# Colin Maclaurin

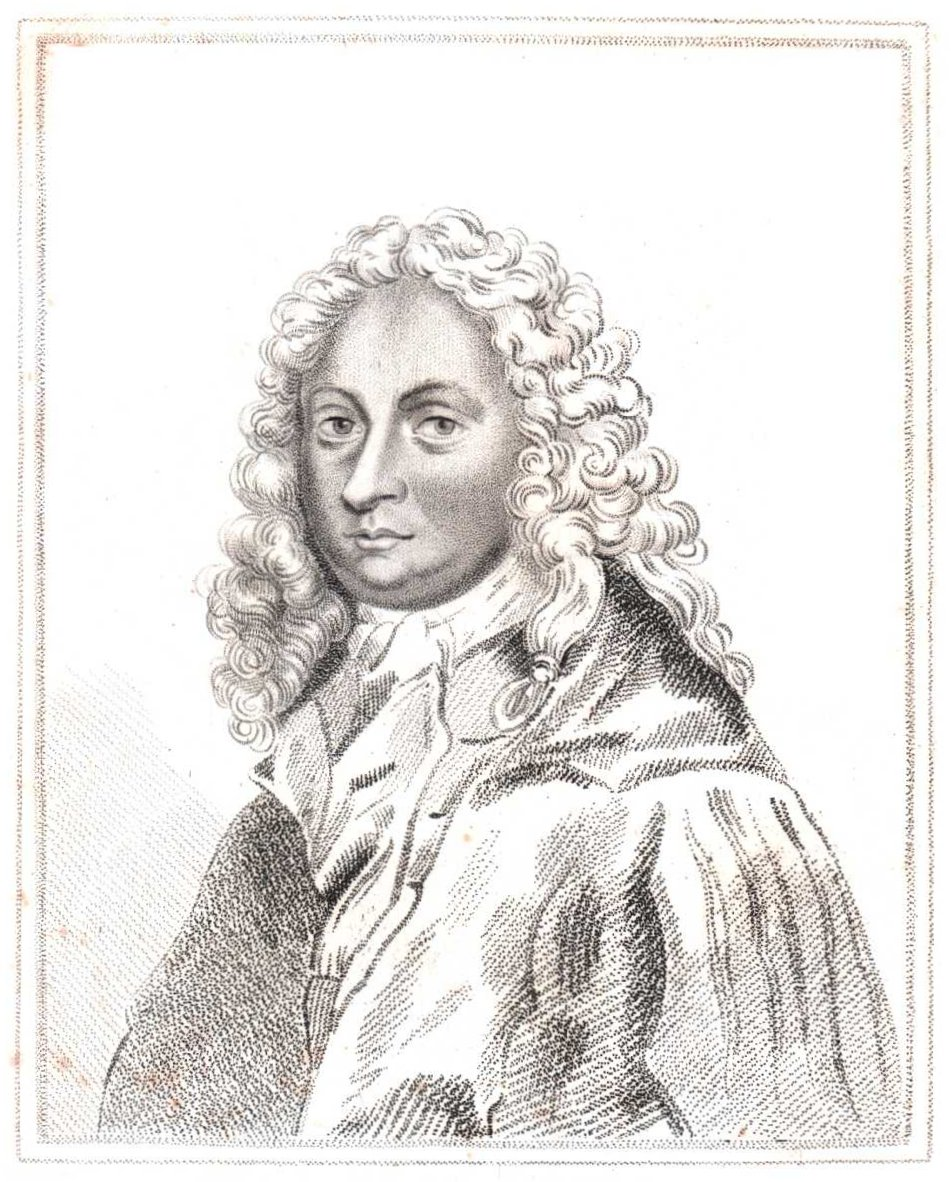
Colin Maclaurin

Colin Maclaurin (ur. 1698 w Kilmodan, Argyll, zm. 14 czerwca 1746 w Edynburgu) – szkocki matematyk.

## Życiorys
Jego ojciec, pastor John Maclaurin, zmarł, gdy Colin miał sześć lat. W 1707 zmarła również jego matka i Colin był od tej pory wychowywany przez wuja Daniela Maclaurina.
W 1709 Colin Maclaurin podjął studia na Uniwersytecie w Glasgow. W wieku czternastu lat uzyskał tytuł magistra. W 1717 Maclaurin został profesorem matematyki na Uniwersytecie w Aberdeen. Od 1725 profesor matematyki na Uniwersytecie Edynburskim.

## Dzieło
Jego prace dotyczyły geometrii, analizy matematycznej i mechaniki. Zajmował się zbieżnością szeregów i teorią potencjału, podał rozwinięcie funkcji w szereg potęgowy.
Niektóre z jego ważniejszych prac:
- 1720: Geometria Organica;
- 1720: De Linearum Geometricarum Proprietatibus;
- 1742: Treatise on Fluxions (763 strony w dwóch tomach);
- 1748: Treatise on Algebra (wydana pośmiertnie);
- Account of Newton’s Discoveries

Był jednym z propagatorów metody Newtona rachunku różniczkowego i całkowego.